# 朗克里克鎮區 (北達科他州迪瓦德縣)
朗克里克鎮區（英語：Long Creek Township）是位於美國北達科他州迪瓦德縣的一個鎮區。

## 地方資料
朗克里克鎮區的面積為112.65平方千米，當中陸地面積為110.31平方千米，而水域面積為2.34平方千米。根據2020年美國人口普查的數據，當地共有人口37人，而人口密度為每平方千米0.33人。